# Citoyen en uniforme
Le citoyen en uniforme, en allemand Staatsbürger in Uniform, est le principe directeur de la direction interne de la Bundeswehr en Allemagne. Entre autres, il permet aux soldats de participer à la politique et appelle à une éducation éthique et politique. Cet élément du citoyen en uniforme est l'aspect central dans la formation de l'image de soi d'un soldat . Il est valable depuis la création de la Bundeswehr.

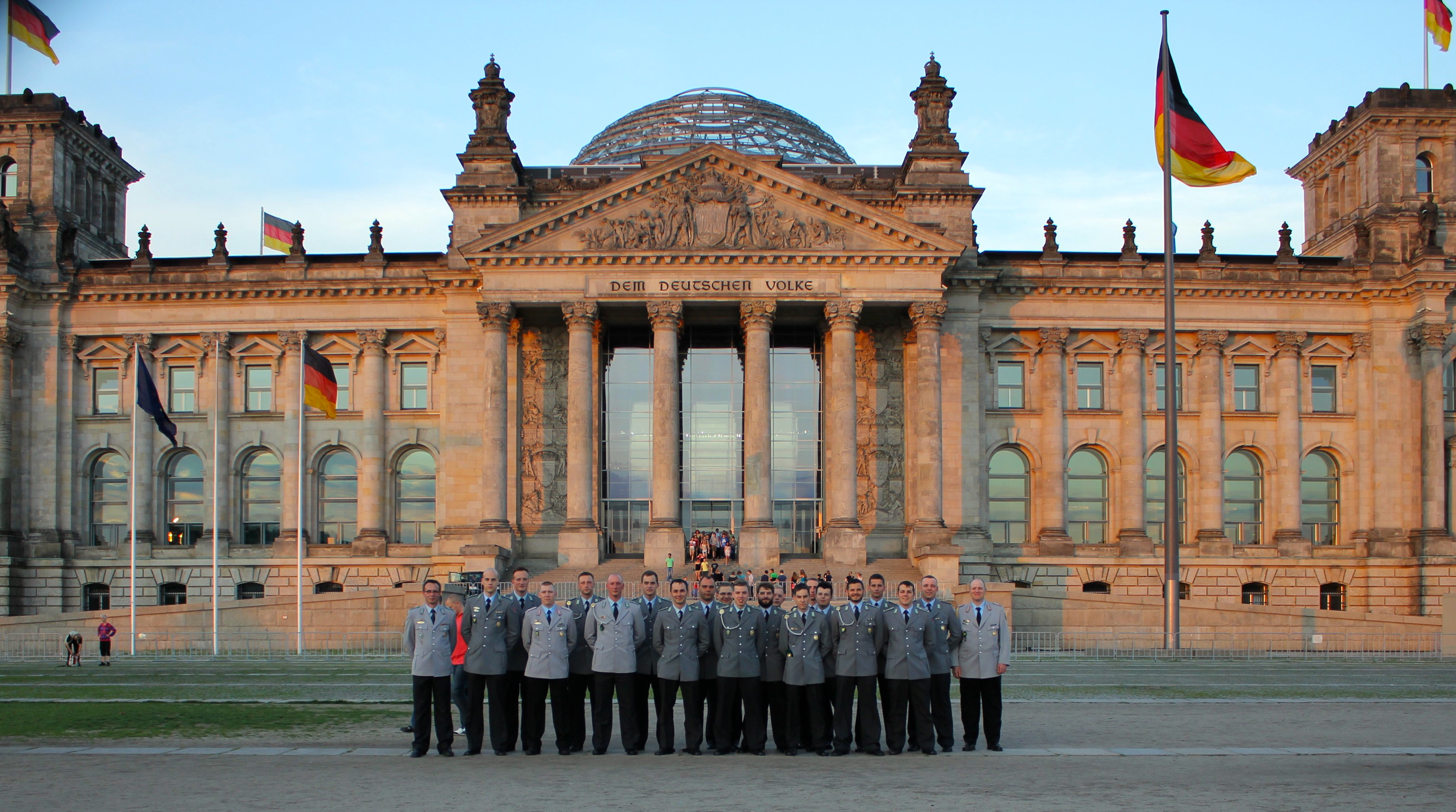
Des soldats de la Bundeswehr devant le Bundestag allemand

## Terme
Le terme a été inventé en 1952 par le conseiller de politique militaire du SPD Friedrich Beermann, puis adopté par l'Amt Blank, qui a préparé le réarmement .
Johann Adolf Graf von Kielmansegg, Ulrich de Maizière et Wolf Stefan Traugott Graf von Baudissin sont indissociables du concept de la Bundeswehr et de sa structure interne en tant que pères spirituels du concept de réforme du leadership interne.